# Estrad (tidskrift)
Estrad var namnet på en svensk jazztidskrift, som utkom under åren 1939 till 1963. Grundare, redaktör och ansvarig utgivare var Nils Hellström.
I sin bok Kampen om jazzen skriver sociologen Göran Nylöf: "Efter kriget uppstod . . . en kamp mellan de två ideologierna traditionalism och modernism inom jazzen. Stilriktningar som swing, bebop, dixieland och cool jazz användes som slagträn i artiklar och på insändarsidor i huvudsakligen Orkesterjournalen och Estrad."
Estrads Elitorkester valdes varje år av läsare, och den spelade in en skiva.